# Палехська мініатюра

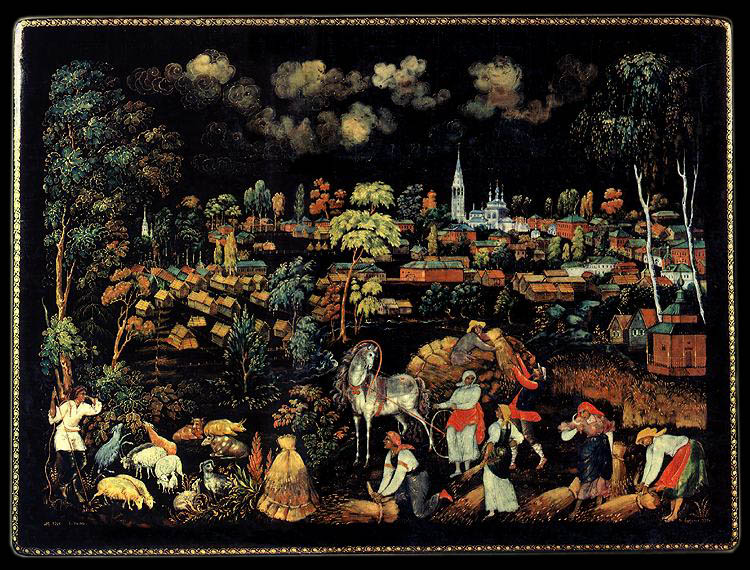
Селище Палех. Шкатулка, 1934 рік. І. М. Баканов

Па́лехська мініатю́ра — російський народний промисел, що розвинувся у селищі Палех В'язниківського повіту Владимирської губернії (зараз Палехський район Івановської області). Це лакова мініатюра, яка виконується темперою на пап'є-маше; зазвичай нею розписуються шкатулки, скриньки, глеки, брошки, тарілки, панно, попільнички, шпильки для краваток, гольниці, свічники, сільнички тощо.

## Історія
Палех відомий своїми іконописцями ще із часів до правління Петра І. Найбільшого розквіту палехський іконопис досяг у XVIII — на початку XIX століття. Місцевий стиль утворився під впливом московської, новгородської, строгановської та ярославської шкіл, а також традицій старого Владимиро-Суздальського князівства. Окрім іконопису, мешканці селища займались монументальним живописом, брали участь у розписі та реставрації церков і соборів, у тому числі Грановитої палати Московського кремля, храмів Троїце-Сергієвої лаври та Новодівочого монастиря. Палех — найвідоміше із чотирьох відомих своїми лаковими мініатюрами селищ, інші три — Холуй, Мстьора та Федоскіно. У кожному виготовляють схожі вироби, які, втім, ясно розрізняються за художнім стилем.
Після революції 1917 року у зв'язку із державною антирелігійною кампанією комуністів, через яку іконопис на деякий час навіть занепав, художники Палеха були змушені шукати нові форми реалізації свого творчого потенціалу та відійти від сакральних тем іконопису до ширшого спектра зображень.
У 1918 році вони створили Палехську художню декоративну артель, яка займалася розписом по дереву. Засновниками палехського стилю є Іван Голіков та Олександр Глазунов, у московській майстерні якого Голіков у 1923 році створив першу роботу у так званому палехському стилі. Палешани познайомились із новим матеріалом пап'є-маше, який протягом століть був основою для лакової мініатюри Федоскіна. Майстри освоїли новий матеріал та перенесли на нього традиційну для давньоруської ікони технологію темперного живопису та умовну стилістику зображення. Вперше палехські мініатюри на пап'є-маше, виконані на замовлення Кустарного музею, були представлені на Всеросійській сільськогосподарській та кустарно-промисловій виставці у 1923 році, де були нагороджені дипломом 2-го ступеня. Також вони були представлені на сільськогосподарській виставці 1924 року.
5 грудня 1924 року семеро палехських художників (Іван Голіков, Іван Маркічев, Іван Баканов, Іван Зубков, Олександр Зубков, Олександр Котухін та В. В. Котухін) об'єдналися в «Артель давнього живопису»; ця дата вважається днем заснування палехського мініатюрного живопису. Пізніше до них долучилися художники Іван Вакуров, Дмитро Буторін та Микола Зінов'єв. У 1925 році палехські мініатюри експонувалися на Всесвітній виставці в Парижі.
У 1930-ті рр. сюжетами мініатюр стали й політичні теми: позитивно зображувалися суспільні зміни після Жовтневої революції та прославлялася слава Червоної Армії у Громадянській та (пізніше) у Другій світовій війні. При цьому змішувалися елементи соціалістичного реалізму та іконопису.
Союз художників Палеха утворився у 1932 році. У 1935 році артель перетворилась на Спілку художників Палеха, а у 1954 році утворились Палехські художньо-виробничі майстерні Художнього фонду СРСР.
Мистецтво палехської мініатюри існує і досі. Воно представлене як майстернями Художнього фонду Росії, так і невеликими приватними студіями або незалежними майстрами в Палеху. Втім, більше не існує жодної державної мистецької спілки, яка фінансує виставки. Митці більше не працюють під затвердженою автентичністю та якістю маркою Палех. Багато художників завершили свою творчість у створенні мініатюр та знову повернулись до іконопису та сакрального мистецтва.
Твори, виконані майстрами палехської мініатюри, зберігаються у численних музеях в Росії та за кордоном. Державний музей палехського мистецтва, розташований у селищі Палех, володіє найбільшою колекцією мініатюр, яка налічує більше двох тисяч екземплярів. Він був відкритий у 1935 році за порадою Максима Горького.

## Навчання палехській мініатюрі
У 1928 році в Палеху відкрилася профтехшкола давнього живопису, навчання у якій тривало чотири роки. У 1935 році школу було перетворена на художній технікум. У 1936 році технікум перейшов до систему Всесоюзного комітету у справах мистецтв і став називатися училищем (Палехське художнє училище імені О. М. Горького), де навчання тривало вже п'ять років. У 2000-х роках строк навчання був скорочений до чотирьох років.

## Особливості
Технологія виготовлення шкатулок-пап'є-маше та техніка лакування були запозичені із федоскінських мініатюр.
Типові сюжети палехської мініатюри запозичені із повсякденного життя, літературних творів російських класиків, казок, билин і пісень; низка композицій спирається на традиції класичного мистецтва. Роботи зазвичай виконуються яскравими темперними фарбами на чорному тлі та розписуються золотом. Здебільшого розписи повністю покривають кришки шкатулок, інколи ними прикрашають і боки. Витвори палехської мініатюри відомі своєю витонченістю, багатством відтінків золотого та акуратними силуетами сплощених фігур, які часто повністю вкривають поверхню кришок та боків виробів.
Поетика витворів палехської мініатюри, декоративність пейзажів і архітектури та видовжені пропорції фігур походять з іконописних традицій (зокрема строгановської школи у Москві).
Мініатюри зазвичай прикрашаються складними візерунками, виконаними золотом, яке розчинене у царській воді; інколи використовується сусальне золото.
Також типовими рисами палехських мініатюр є:
- символічна форма зображення (символізація образів, метафорична мова образів);
- чорне тло, що слугує просторовим оформленням, яке поєднує всі елементи композиції;
- надзвичайно детальні зображення;
- м'які відтінки кольорів;
- багатообразні елементи композиції;
- гострі вершини гір;
- надзвичайно природно намальоване листя на деревах;
- витончено зображені контури голови та неодягнених частин рук і ніг;
- контрастне, чітке, тонке оточення фігур, виконане білою фарбою;
- інколи дуже тонкі золоті лінії, які оточують контури фігур;
- простір між фігурами заповнений широкими мазками пензлика із світлою фарбою;
- тло витримане у різних відтінках кольорів, які часто близькі до золотого.

## Галерея

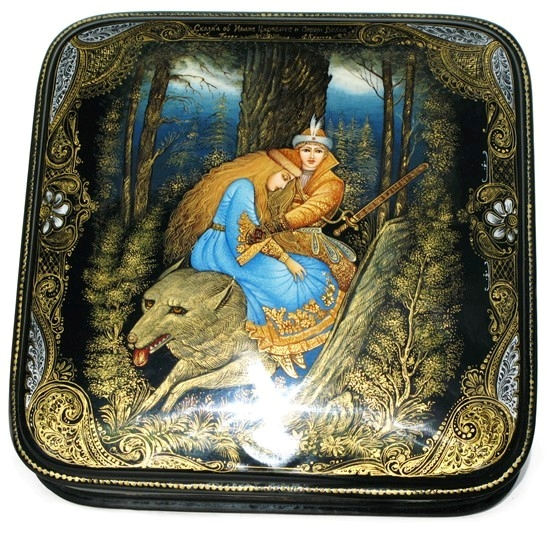
Сцена з казки «Іван-Царевич та Сірий Вовк»
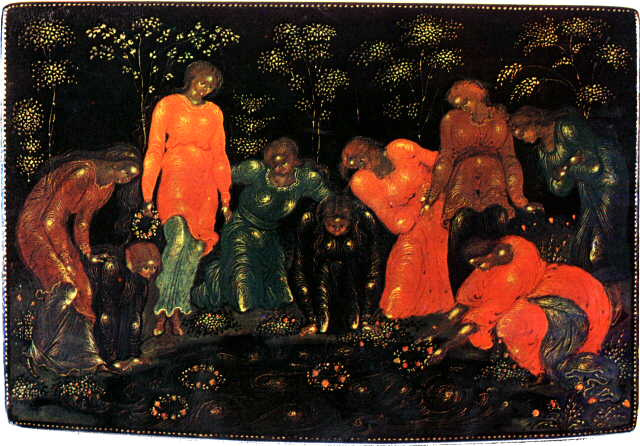
«Ворожіння на вінках». І. Голіков, 1920-ті рр.
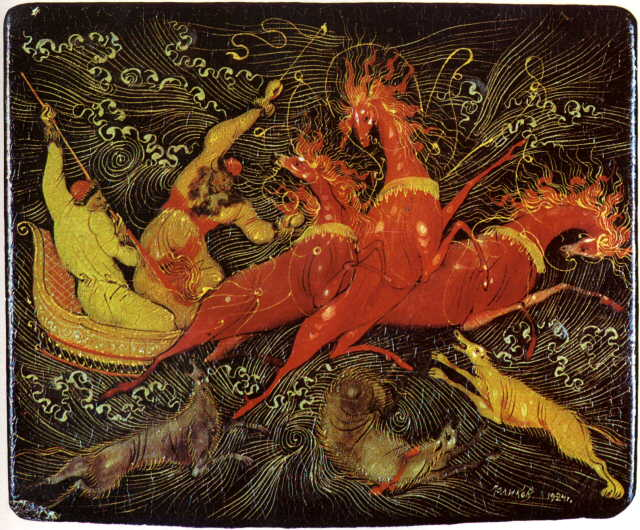
«Трійка і вовки». Мініатюра на портсигарі. І. Голіков, 1924 рік
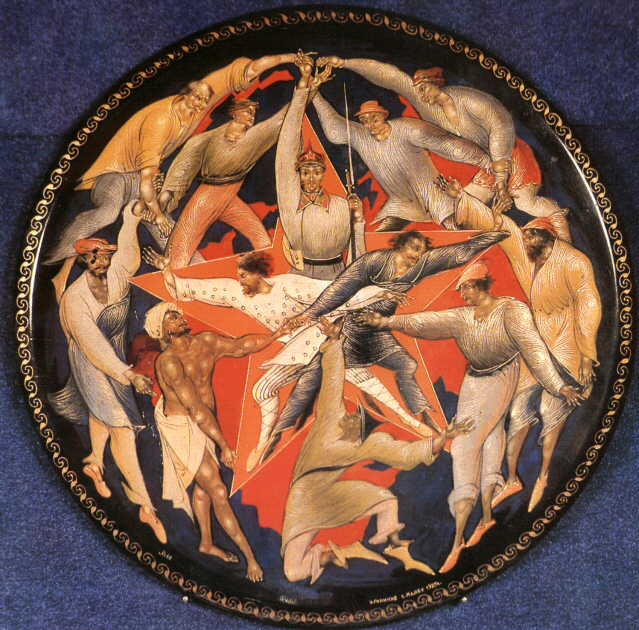
«Третій інтернаціонал». П. Голіков, 1927 рік
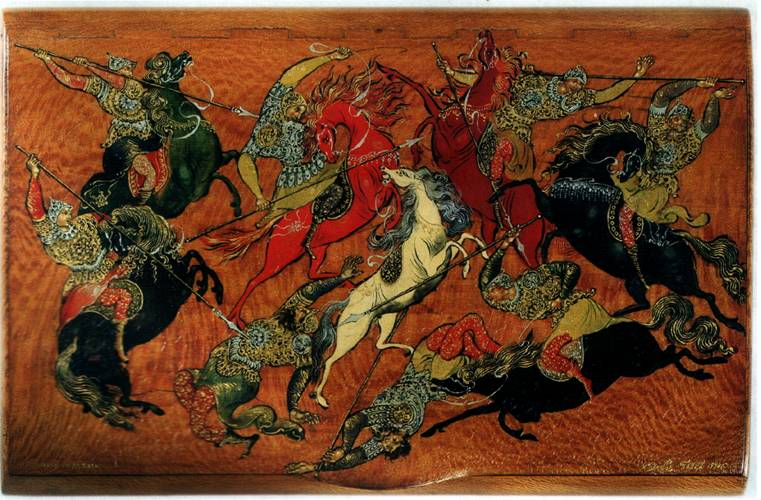
«Бійня». І. Голіков, 1930 рік
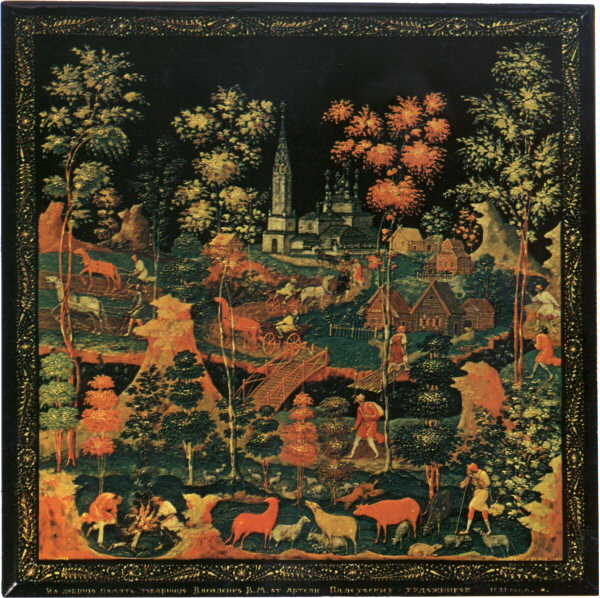
«Палех». 1931 рік
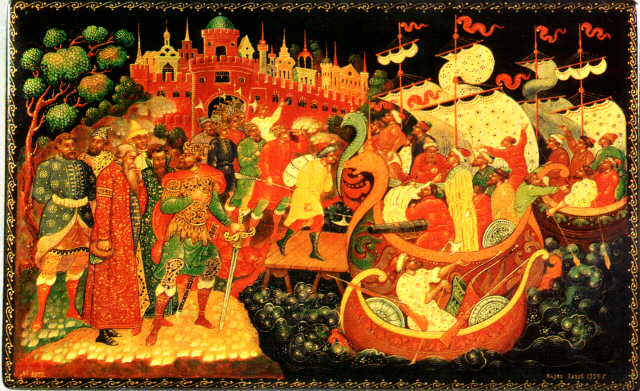
«Похід Єрмака». Шкатулка, 1935 рік
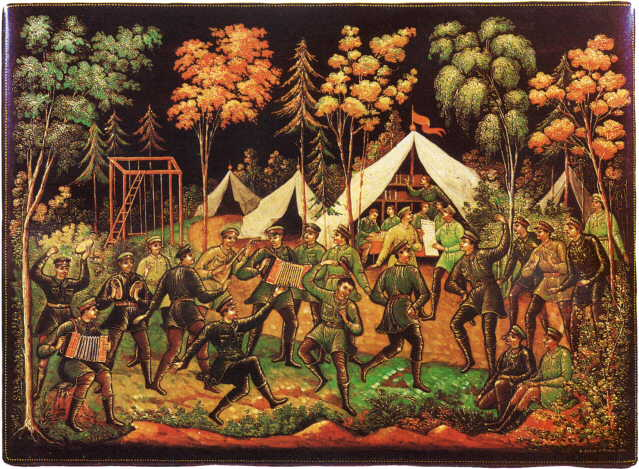
Солдати Червоної Армії, які танцюють. 1938 рік

### Палехська мініатюра на радянських марках 1975 року

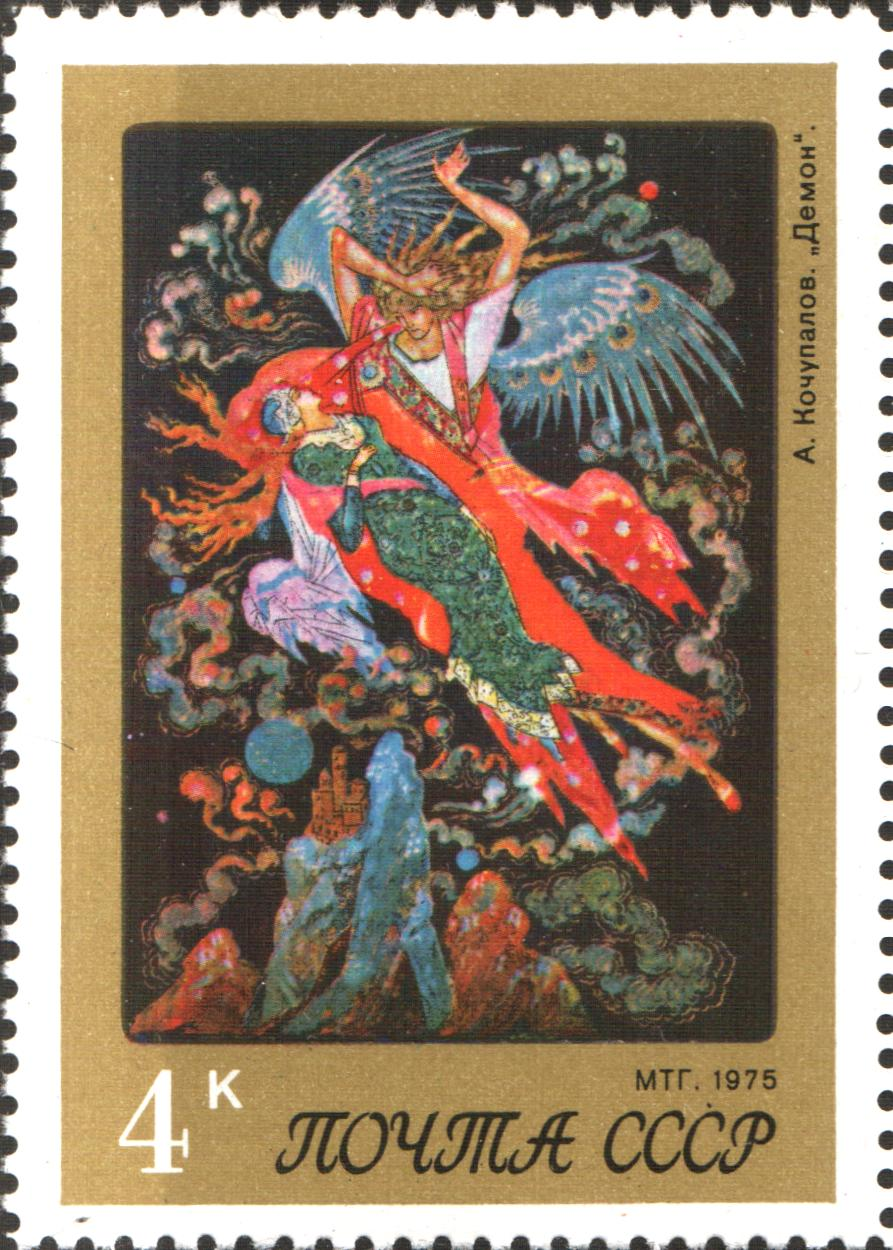
О. Кочупалов. «Демон»
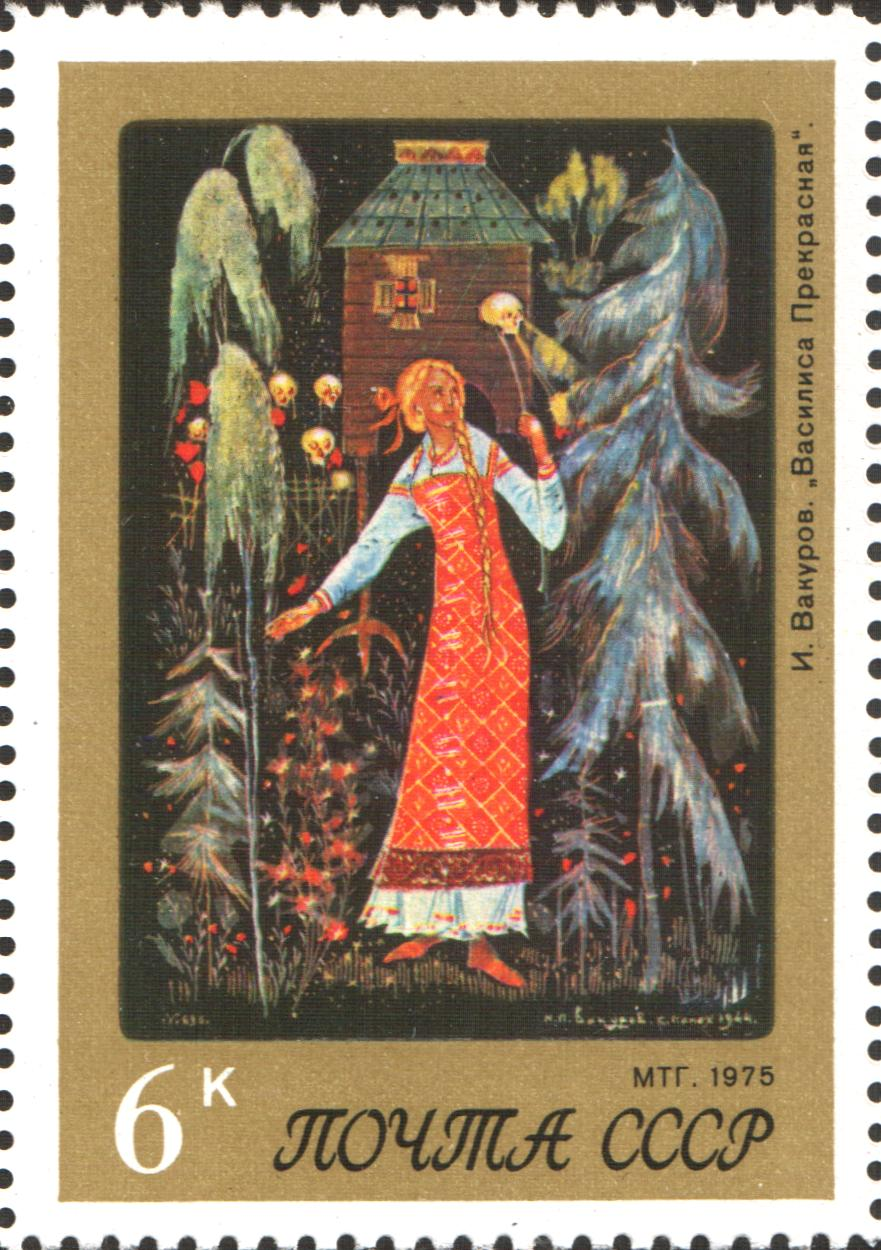
І. Вакуров. «Василина Прекрасна»
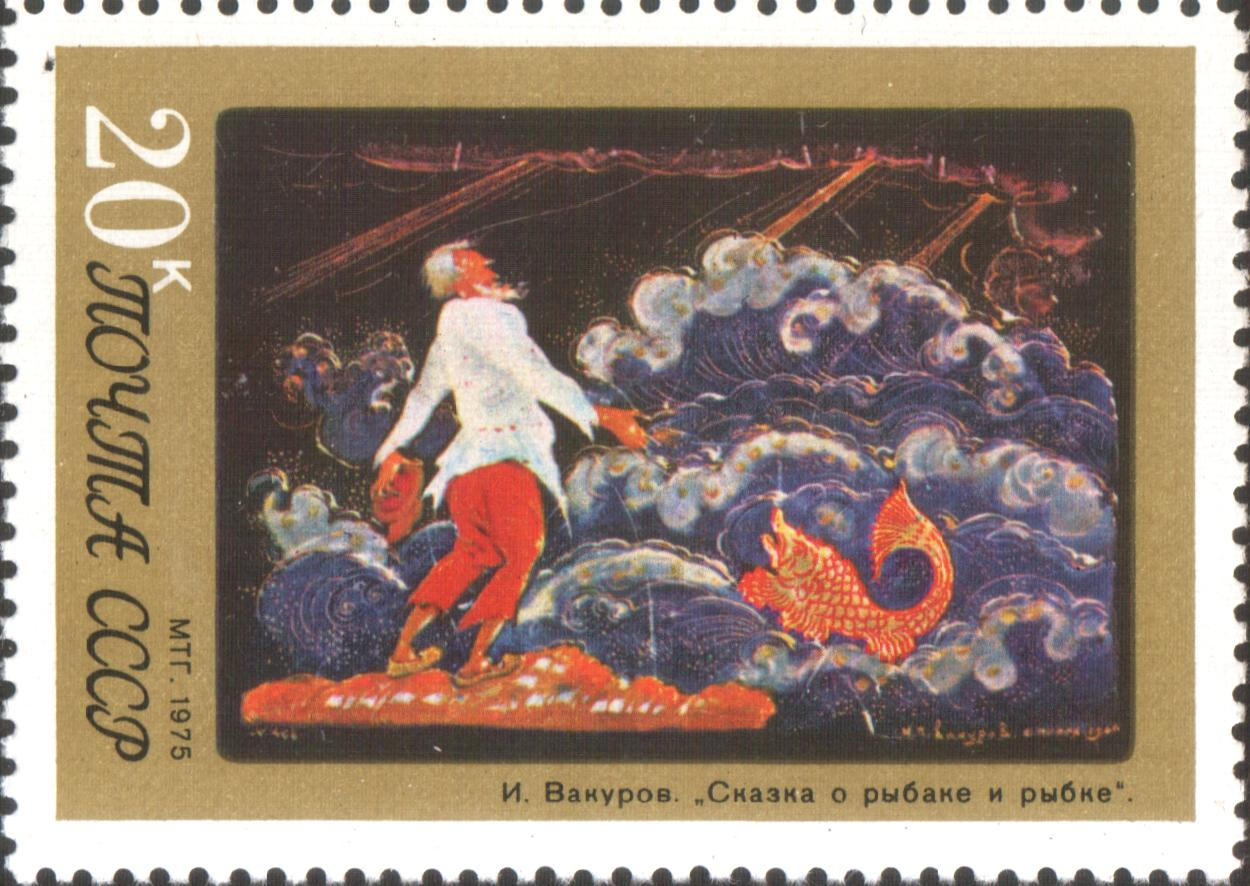
І. Вакуров. «Казка про рибака та рибку»
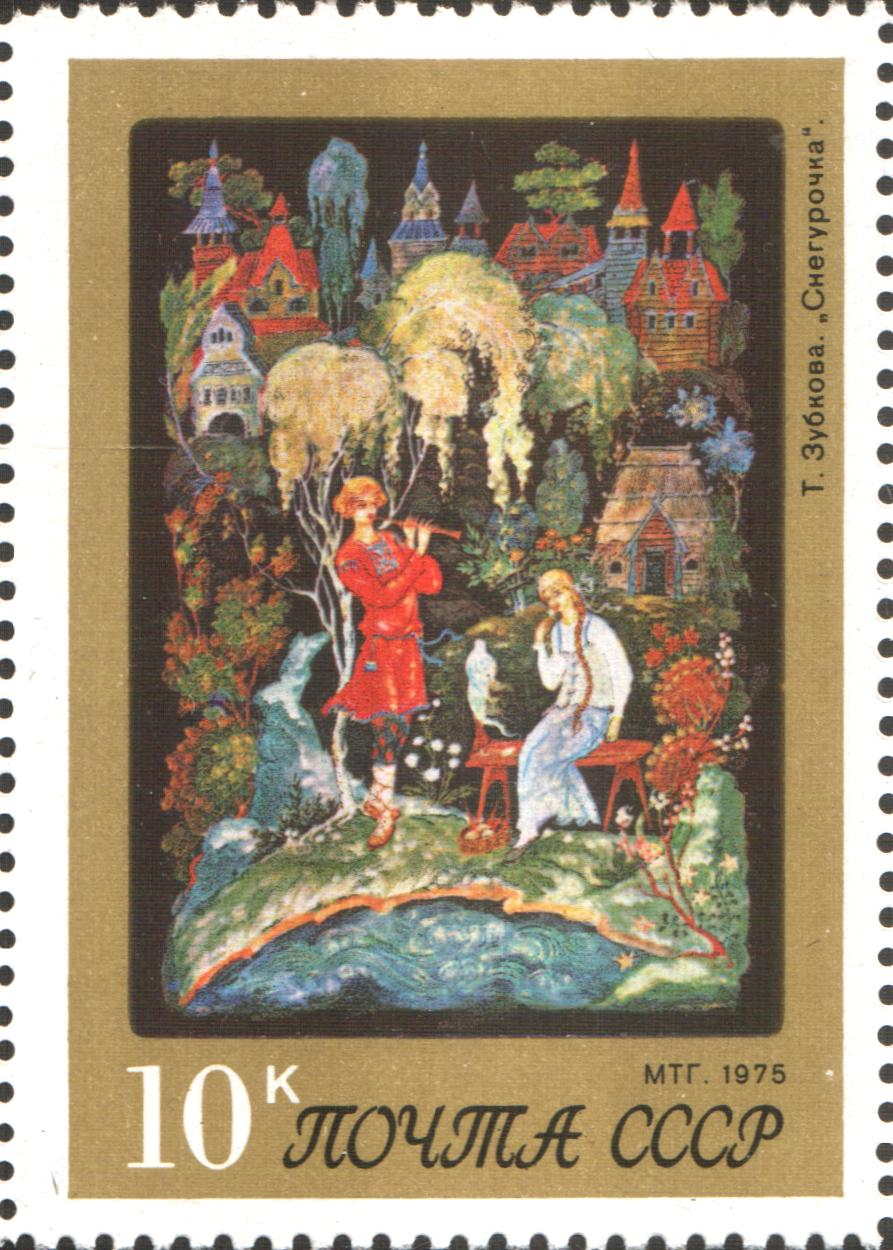
Т. Зубкова. «Снігурочка»
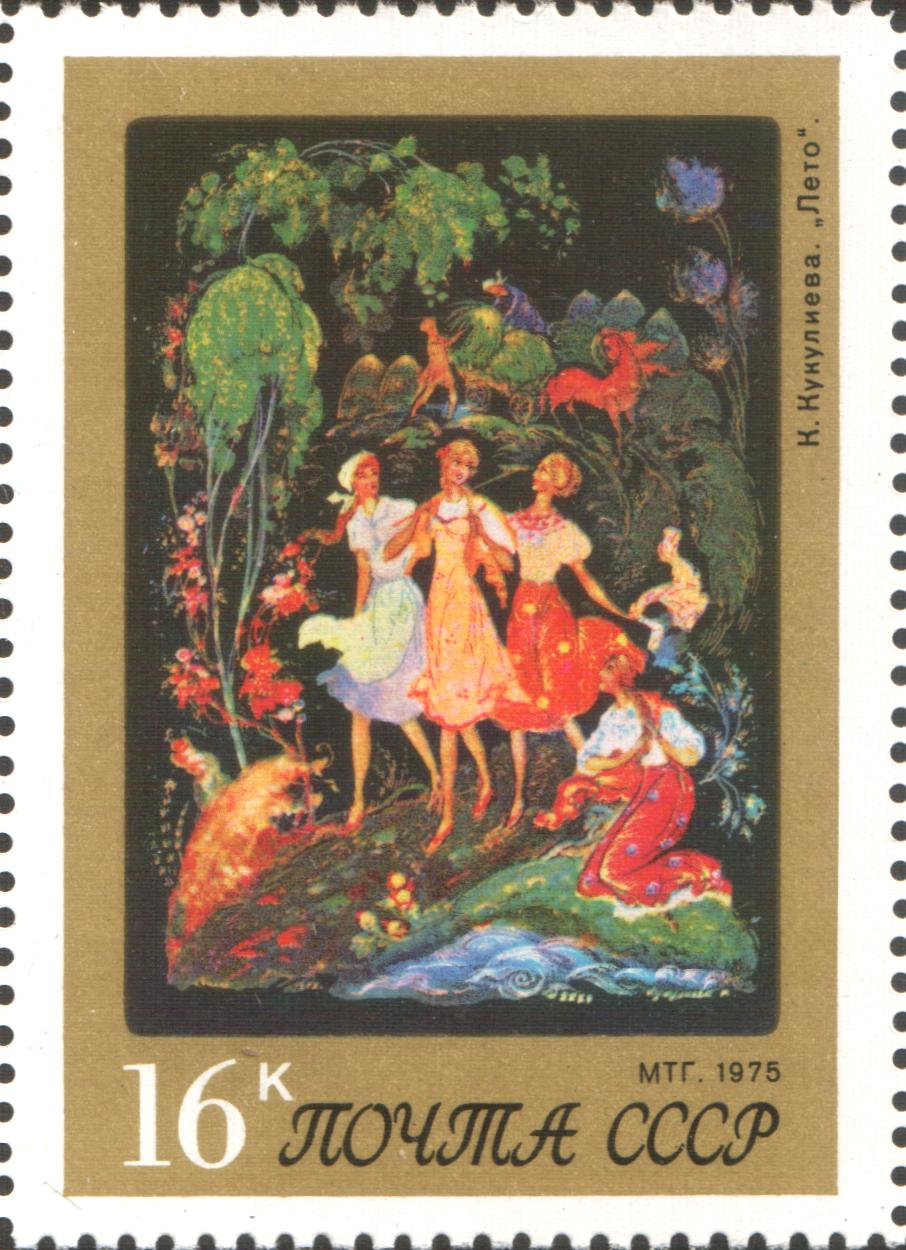
К. Кукулієва. «Літо»